# Rowoon
Kim Seok-woo, né le 7 août 1996 à Séoul, plus connu sous le nom de scène de Rowoon, est un chanteur de K-pop et acteur sud-coréen. 
Il était membre du boys band SF9 jusqu’en septembre 2023. Il interprète son premier rôle principal dans la série télévisée de MBC de 2019, Extraordinary You.

## Carrière

### 2013–2014: Pré-début
Il a été présenté en tant que stagiaire chez FNC Entertainment dans l’émission de télé-réalité Cheongdam-dong 111.

### 2015-2016: Début avec SF9
En 2015, il faisait partie de l'équipe de pré-début, « Neoz School », sous FNC Entertainment en tant que membre du groupe appelé NEOZ.  En mai 2016, il a participé en tant que membre de « NEOZ Dance » à l'émission de survie de FNC Entertainment « d.o.b (Dance or Band) », en compétition contre NEOZ Band (plus tard connu sous le nom de Honeyst). « NEOZ Dance » a remporté le concours avec 51 % des voix et a eu l'occasion de faire ses débuts.  Il a fait ses débuts avec le groupe SF9 en octobre 2016 avec le single Fanfare.

### 2017–présent: Activités solo, Hausse de popularité
Sa carrière d'acteur dans des séries télévisées a commencé avec School 2017 de KBS2 avec un second rôle mineur. Après son apparition, il a progressivement commencé à recevoir des rôles plus importants. En mars 2018, il est confirmé qu’il jouera dans About Time de tvN en tant que frère de l’actrice principale. En juillet 2018, il a été confirmé pour jouer dans Where Stars Land de SBS dans lequel il a été nommé pour le prix du nouvel acteur.
Le 9 mai 2019, il est confirmé que Rowoon jouera le rôle principal masculin dans le drama écolier fantastique de MBC, Extraordinary You basé sur le hit Daum Webtoon July Found by Chance. Après avoir reçu le rôle de Ha-ru, la popularité de Rowoon est montée en flèche, le propulsant dans la célébrité.  Il a été nommé aux MBC Drama Awards avec ses coéquipiers, Kim Hye-yoon et Lee Jae-wook, pour le meilleur couple, et a reçu le prix du meilleur nouvel acteur. Le 10 mai 2019, Rowoon a été présenté dans le clip vidéo de NC.A, "밤바람" (Awesome Breeze).

## Filmographie

### Films
| Année(s) | Titre             | Rôle(s) | Note(s)                                    | Réf   |
| -------- | ----------------- | ------- | ------------------------------------------ | ----- |
| 2020     | Trolls World Tour | Branche | Voix off pour la version doublée en coréen | [ 8 ] |

### Séries télévisées
| Année(s) | Titre                    | Rôle(s)                    | Chaîne(s)   |
| -------- | ------------------------ | -------------------------- | ----------- |
| 2016     | Click Your Heart         | Kim Ro-woon                | MBC Every 1 |
| 2017     | School 2017              | Kang Hyun-il / Issue       | KBS2        |
| 2018     | About Time               | Choi Wi-Jin                | tvN         |
| 2018     | Where Stars Land         | Ko Eun-Seob                | SBS         |
| 2019     | Extraordinary You        | Ha-ru                      | MBC         |
| 2020     | Find Me in Your Memory   | Joo Yeo-min (Caméo, Ep. 1) | MBC         |
| 2020     | Was It Love?             | Lui-même (Caméo avec SF9)  | JTBC        |
| 2021     | She Would Never Know     | Chae Hyun-seung            | JTBC        |
| 2021     | The King's affection     | Jung Ji Woon               | KBS         |
| 2022     | Tomorrow                 | Choi Joon Woong            | MBC         |
| 2023     | Le livre de notre destin | Jang Shin-yu               | Netflix     |

### Émissions de télé-réalité
| Année(s)  | Titre                          | Chaîne(s) | Note(s)               |
| --------- | ------------------------------ | --------- | --------------------- |
| 2013-2014 | Cheongdam-dong 111             | tvN       | En tant que stagiaire |
| 2016      | d.o.b : Dance or Band          | Mnet      |                       |
| 2018      | Law of the Jungle in Patagonia | SBS       | Épisode 305-310       |
| 2018      | King of Mask Singer            | MBC       | Épisode 163           |

### Émissions de variétés
| Année(s) | Titre           | Chaîne(s) | Note(s) |
| -------- | --------------- | --------- | ------- |
| 2016     | Lipstick Prince | OnStyle   |         |
| 2018     | Cafe Amor       | tvN       | [ 9 ]   |